# Виды рода Тафрина
Род Тафрина содержит около 100 видов («Словарь грибов» указывает число видов — 95). Согласно базе данных Species Fungorum по состоянию на октябрь 2011 года 44 вида являются признанными и 16 названий видового и инфравидового рангов являются синонимами признанных видов, в том числе представителей некоторых других родов (Mixia, Volkartia, Taphridium).
Данные по географическому распространению и хозяевам даны по И. В. Каратыгину.

## Признанные виды
| Название                                               | Синонимы | Географическое распространение                          | Хозяева                                                                                  | Симптомы вызываемого заболевания                   |
| ------------------------------------------------------ | --- | ------------------------------------------------------- | ---------------------------------------------------------------------------------------- | -------------------------------------------------- |
| Taphrina alni (Berk. & Broome) Gjaerum 1966            | - Taphrina alnitorqua Tul. 1866 - Ascomyces alnitorquus Tul. - Ascomyces alni Berk. & Broome 1876basionym - Exoascus alnitorquus (Tul.) Sadeb. 1884 - Exoascus amentorum Sadeb. 1888 - Exoascus alni-incanae J.G. Kühn - Taphrina alni-incanae (J.G. Kühn) Magnus 1890 | Евразия, Северная Америка, Северная Африка              | Ольха (Alnus)                                                                            | Гипертрофия чешуек женских соцветий                |
| Taphrina americana Mix 1947                            | —— | Северная Америка                                        | Берёза (Betula)                                                                          |                                                    |
| Taphrina athyrii Siemaszko 1923                        | —— | Западная и Северная Европа; Абхазия                     | Папоротники сем. Щитовниковые (Dryopteridaceae)                                          | Пятнистость листочков вай                          |
| Taphrina betulae (Fuckel) Johanson 1886                | - Exoascus betulae Fuckel 1874 | Евразия                                                 | Берёза (Betula) — Берёза повислая (Betula pendula) и др.                                 | Пятнистость листьев                                |
| Taphrina betulina Rostr. 1883                          | - Exoascus turgidus Sadeb. 1884 - Ascomyces turgidus (Sadeb.) W. Phillips 1887 - Taphrina turgida (Sadeb.) Giesenh. 1895 | Евразия, Гренландия                                     | Берёза (Betula) — Берёза пушистая (Betula pubescens) и др.                               | «Ведьмины мётлы»                                   |
| Taphrina bullata (Berk. & Broome) Tul. 1866            | - Ascomyces bullatus Berk. 1857 - Ascosporium bullatum (Berk.) Berk. 1857 - Oidium bullatum Berk. & Broome 1855 - Exoascus bullatus (Berk. & Broome) Fuckel 1871 | Евразия, Северная Америка                               | Сем. Розовые (Rosaceae) — Груша (Pyrus) и др. роды                                       | Пятнистость листьев                                |
| Taphrina caerulescens (Desm. & Mont.) Tul. 1866        | - Ascomyces caerulescens Desm. & Mont. 1848 - Ascomyces quercus Cooke 1878 - Taphrina quercus (Cooke) Sacc. 1889 | Евразия, Северная Америка, Северная Африка              | Дуб (Quercus) — Дуб черешчатый (Quercus robur) и др.                                     | Пятнистость и деформация листьев                   |
| Taphrina californica Mix 1938                          | —— | Описан в Калифорнии                                     | Типовой хозяин — Щитовник редкозубый (Dryopteris arguta)                                 |                                                    |
| Taphrina carnea Johanson 1886                          | —— | Евразия, Северная Америка                               | Берёза (Betula) — Берёза карликовая (Betula nana) и др.                                  | Деформация листьев                                 |
| Taphrina carpini (Rostr.) Johanson 1886                | - Exoascus carpini Rostr. 1881 | Евразия                                                 | Граб (Carpinus) — Граб обыкновенный (Carpinus betulus) и др.                             | «Ведьмины мётлы»                                   |
| Taphrina cerasi (Fuckel) Sadeb. 1890                   | - Exoascus cerasi Fuckel 1870 | Европа, Северная Америка                                | Вишня (Cerasus)                                                                          | «Ведьмины мётлы»                                   |
| Taphrina communis (Sadeb.) Giesenh. 1895               | - Exoascus communis Sadeb. 1893 | Северная Америка                                        | Сем. Розовые (Rosaceae) — Слива (Prunus)                                                 | «Кармашки плодов»                                  |
| Taphrina confusa (G.F. Atk.) Giesenh. 1928             | - Exoascus confusa G.F. Atk. 1894 (non Exoascus confusa Jacz. 1901) | Европа (Фенноскандия), Северная Америка                 | Сем. Розовые (Rosaceae) — Слива (Prunus)                                                 | «Кармашки плодов»                                  |
| Taphrina cornu-cervae Giesenh. 1892                    | —— |                                                         |                                                                                          |                                                    |
| Taphrina crataegi Sadeb. 1890                          | - Exoascus crataegi (Sadeb.) Sacc. 1892 - Taphrina marginata Lambotte & Fautrey 1895 | Европа, Закавказье                                      | Сем. Розовые (Rosaceae) — Боярышник (Crataegus)                                          | Деформация листьев, «ведьмины мётлы»               |
| Taphrina dearnessii Jenkins 1939                       | —— |                                                         |                                                                                          |                                                    |
| Taphrina deformans (Berk.) Tul. 1866                   | - Ascomyces deformans Berk. 1857 - Ascosporium deformans (Berk.) Berk. 1860 - Exoascus deformans (Berk.) Fuckel 1870 - Exoascus deformans (Berk.) Fuckel 1870 - Exoascus amygdali Jacz. 1926 - Taphrina amygdali (Jacz.) Mix 1936                                      | Космополит                                              | Сем. Розовые (Rosaceae) — персик (Prunus persica), миндаль (Prunus dulcis)               | Деформация листьев и побегов                       |
| Taphrina farlowii Sadeb. 1890                          | - Exoascus farlowii (Sadeb.) Sacc. 1892 |                                                         |                                                                                          |                                                    |
| Taphrina filicina Rostr. 1887                          | - Exoascus filicinus (Rostr.) Sacc. 1889 | Евразия, Северная Америка                               | Папоротники сем. Щитовниковые (Dryopteridaceae) и Телиптерисовые (Thelypteridaceae)      | Галлы                                              |
| Taphrina flavorubra W.W. Ray 1939                      | —— | Описана в США                                           | Типовой хозяин — Prunus susquehanae                                                      |                                                    |
| Taphrina johansonii Sadeb. 1890                        | —— | Евразия, Северная Америка, Южная Африка                 | Род Тополь (Populus) — Осина (Populus tremula) и др.                                     | Поражение и гипертрофия женских цветков и плодиков |
| Taphrina kruchii (Vuill.) Sacc. 1892                   | - Exoascus kruchii Vuill. 1891 | Средиземноморье                                         | Дуб каменный (Quercus ilex)                                                              | «Ведьмины мётлы»                                   |
| Taphrina maculans E.J. Butler 1911                     | —— | Южная Азия, Япония                                      | Сем. Имбирные (Zingiberaceae) — Куркума (Curcuma), Имбирь (Zingiber) и др.               |                                                    |
| Taphrina mirabilis (G.F. Atk.) Giesenh. 1895           | - Exoascus mirabilis G.F. Atk. |                                                         |                                                                                          |                                                    |
| Taphrina nana Johanson 1886                            | - Exoascus nanus (Johanson) Sacc. 1889 - Taphrina alpina Johanson 1886 - Exoascus alpinus (Johanson) Sacc. 1889 | Европа, Камчатка, Северная Америка                      | Берёза (Betula) — Берёза карликовая (Betula nana) и др.                                  | «Ведьмины мётлы»                                   |
| Taphrina padi (Jacz.) Mix 1947                         | - Taphrina pruni var. padi Jacz. 1926 | Евразия                                                 | Сем. Розовые (Rosaceae) — Черёмуха обыкновенная (Prunus padus) и др.                     | «Кармашки плодов»                                  |
| Taphrina polystichi Mix 1938                           | —— | Северная Америка                                        | Папоротник Polystichum acrostichoides                                                    |                                                    |
| Taphrina populina (Fr.) Fr. 1832                       | - Taphria populina Fr. 1815 - Erineum aureum Pers. 1801 - Taphrina aurea (Pers.) Fr. 1815 - Ascomyces aureus (Pers.) Magnus 1875 - Exoascus aureus (Pers.) Sadeb. 1884                                                                                                 | Космополит                                              | Сем. Ивовые (Salicaceae) — различные виды тополя (Populus)                               | Пятнистость листьев                                |
| Taphrina populi-salicis Mix 1947                       | —— | Описана в США                                           |                                                                                          |                                                    |
| Taphrina potentillae (Farl.) Johanson 1886             | - Exoascus deformans var. potentillae Farl. 1883 - Ascomyces potentillae (Farl.) W. Phillips 1887 - Exoascus potentillae (Farl.) Sacc. 1889 - Magnusiella potentillae (Farl.) Sadeb. 1893 - Taphrina tormentillae Rostr. 1885                                          | Евразия, Северная Америка                               | Сем. Розовые (Rosaceae) — Лапчатка (Potentilla), Гравилат (Geum).                        | Пятнистость и гипертрофия листьев и стеблей        |
| Taphrina pruni Tul. 1886                               | - Exoascus pruni (Tul.) Fuckel 1870 - Ascomyces pruni (Tul.) W. Phillips 1887 - Exoascus insititiae Sadeb. 1884 - Taphrina insititiae (Sadeb.) Johanson 1886 | Евразия, Северная Америка, Южная Африка, Новая Зеландия | Сем. Розовые (Rosaceae) — Слива домашняя (Prunus domestica) и другие виды сливы (Prunus) | «Ведьмины мётлы», «кармашки плодов»                |
| Taphrina pruni-subcordatae (Zeller) Mix 1836           | - Exoascus pruni-subcordatae Zeller 1927 |                                                         |                                                                                          |                                                    |
| Taphrina purpurascens B.L. Rob. 1887                   | - Exoascus purpurascens (B.L. Rob.) Sacc. 1889 | Европа, Северная Америка, Северная Африка               | Сумах (Rhus)                                                                             | Деформация листьев                                 |
| Taphrina rhizophora Johanson 1886                      | - Exoascus rhizophorus (Johanson) Sadeb. 1895 | Евразия, Северная Америка                               | Сем. Ивовые (Salicaceae) — Тополь белый (Populus alba)                                   | Гипертрофия женских цветков и плодиков             |
| Taphrina rhomboidalis Syd., P. Syd. & E.J. Butler 1911 | —— |                                                         |                                                                                          |                                                    |
| Taphrina robinsoniana Giesenh. 1895                    | - Taphrina alnitorqua B.L. Rob. 1887 - Exoascus robinsonianus (Giesenh.) Sacc. & Trotter 1913 |                                                         |                                                                                          |                                                    |
| Taphrina rostrupiana (Sadeb.) Giesenh. 1895            | - Exoascus rostrupianus Sadeb. 1893 | Евразия                                                 | Сем. Розовые (Rosaceae) — Тёрн (Prunus spinosa), Тернослива (Prunus insititia)           | «Кармашки плодов»                                  |
| Taphrina sadebeckii Johanson 1885                      | —— | Евразия                                                 | Ольха (Alnus) — Ольха чёрная (Alnus glutinosa) и др.                                     | Пятнистость листьев                                |
| Taphrina tosquinetii (Westend.) Tul. 1866              | - Ascomyces tosquinetii Westend. 1861 - Exoascus tosquinetii (Westend.) Sadeb. 1906 | Европа, Северная Америка                                | Ольха (Alnus) — Ольха чёрная (Alnus glutinosa) и др.                                     | Деформация листьев и побегов                       |
| Taphrina ulmi (Fuckel) Johanson 1886                   | - Exoascus ulmi Fuckel 1874 | Евразия, Северная Америка                               | Вяз (Ulmus) — различные виды                                                             |                                                    |
| Taphrina vestergrenii Giesenh. 1901                    | - Exoascus vestergrenii (Giesenh.) Sacc. & P. Syd. 1902 | Евразия                                                 | Папоротники рода Щитовник (Dryopteris)                                                   | Пятнистость листочков                              |
| Taphrina virginica Seym. & Sadeb. 1895                 | —— | Северная Америка                                        | Хмелеграб виргинский (Ostrya virginiana)                                                 |                                                    |
| Taphrina wettsteiniana Herzfeld 1910                   | —— | Европа                                                  | Папоротники сем. Щитовниковые (Dryopteridaceae) — род Многорядник (Polystichum)          | Пятнистость листочков                              |
| Taphrina wiesneri (Ráthay) Mix 1954                    | - Exoascus wiesneri Ráthay 1880 - Taphrina minor Sadeb. 1890 - Exoascus minor (Sadeb.) Sacc. 1892 | Евразия, Северная Америка, Южная Африка, Австралия      | Слива (Prunus) — подроды Вишня (Cerasus) и Слива                                         | Курчавость листьев, «Ведьмины мётлы»               |

## Некоторые другие виды
Следующие виды не входят в список признанных, ни в синонимику, поскольку требуют дополнительного изучения. 
| Название                                           | Географическое распространение        | Хозяева                                                                                      | Симптомы вызываемого заболевания               |
| -------------------------------------------------- | ------------------------------------- | -------------------------------------------------------------------------------------------- | ---------------------------------------------- |
| Taphrina acericola C. Massal. 1888                 | Евразия, Северная Америка             | Клён (Acer) — Клён полевой (Acer campestre)                                                  | «Ведьмины мётлы», пятнистость листьев          |
| Taphrina acerina A.G. Eliasson 1895                | Европа                                | Клён (Acer) — Клён остролистный (Acer platanoides) и другие виды                             | Пятнистость листьев, иногда — «ведьмины мётлы» |
| Taphrina bacteriosperma Johanson 1887              | Европа, Северная Америка              | Берёза (Betula) — Берёза карликовая (Betula nana) и другие виды                              | Повреждение листьев                            |
| Taphrina bergeniae Döbbeler 1979                   | Европа                                | Сем. Камнеломковые (Saxifragaceae) — культивары бадана толстолистного (Bergenia crassifolia) | Пятнистость и гипертрофия листьев              |
| Taphrina betulicola Nishida 1911                   | Япония                                | Берёза (Betula) — Берёза Эрмана (Betula ermanii)                                             | «Ведьмины мётлы»                               |
| Taphrina celtidis Sadeb. 1890                      | Евразия, Северная Африка              | Каркас южный (Celtis australis)                                                              | Пятнистость листьев                            |
| Taphrina cerasi-microcarpae (Kuschke) Laubert 1928 | Азия                                  | Слива (Prunus), подрод Вишня (Cerasus) — Prunus microcarpa и другие виды                     | «Кармашки плодов»                              |
| Taphrina coryli Nishida 1911                       | Япония, Северная Америка              | Лещина (Corylus) — различные виды                                                            | Пятнистость и деформация листьев               |
| Taphrina cystopteridis Mix 1938                    | Северная Америка                      | Папоротник Пузырник ломкий (Cystopteris fragilis)                                            | Галлы                                          |
| Taphrina epiphylla (Sadeb.) Sacc. 1889             | Евразия                               | Ольха (Alnus) — Ольха серая (Alnus incana) и другие виды                                     | «Ведьмины мётлы»                               |
| Taphrina hiratsukae Nishida ex Yoshino 1911        | Евразия, Северная Америка             | Папоротники семейства Оноклеевые (Onocleaceae)                                               | Пятнистость листочков                          |
| Taphrina japonica Kusano 1905                      | Дальний Восток, Северная Америка      | Ольха (Alnus) — Ольха японская (Alnus japonica) и другие виды                                | Деформация листьев                             |
| Taphrina lutescens Rostr. 1887                     | Европа, Северная Америка              | Папоротники рода Телиптерис (Thelypteris)                                                    | Пятнистость листочков                          |
| Taphrina mume Nishida 1911                         | Евразия, Южная Африка, Новая Зеландия | Род Слива (Prunus) — Слива японская (Prunus mume) и другие виды                              | «Ведьмины мётлы»                               |
| Taphrina ostryae Massee 1888                       | Европа, Закавказье                    | Хмелеграб обыкновенный (Ostrya carpinifolia)                                                 | Пятнистость листьев                            |
| Taphrina polyspora (Sorokin) Johanson 1886         | Евразия                               | Клён (Acer) — Клён татарский (Acer tataricum) и другие виды                                  | Пятнистость и некроз листьев, плодов           |
| Taphrina pseudoplatani (C. Massal.) Jaap 1917      | Европа                                | Клён белый (Acer pseudoplatanus)                                                             | Пятнистость листье                             |
| Taphrina sorbi (Jacz.) Mix 1936                    | Грузия, Япония                        | Сем. Розовые (Rosaceae) — виды рода Рябина (Sorbus)                                          | Деформация и пятнистость листьев               |
| Taphrina viridis (Sadeb.) Maire 1910               | Европа                                | Душекия (Duschekia) — Duschekia alnobetula                                                   | Пятнистость листьев                            |

## Lalaria
Дрожжевые стадии видов Taphrina описываются в составе анаморфного рода Lalaria R.T. Moore, введённого в 1990 году. Мур описал 23 вида тафриновых дрожжей, ещё 5 видов были описаны в 2004 году А. Фонсекой [Fonseca, Álvaro] и соавторами, для 4 из них телеоморфа не указана.
- Lalaria americana R.T. Moore 1990, телеоморфа — Taphrina americana;
- Lalaria arrabidae Á. Fonseca, J. Inácio & M.G. Rodrigues 2004;
- Lalaria caerulescens R.T. Moore 1990, телеоморфа — Taphrina caerulescens;
- Lalaria carnea R.T. Moore 1990, телеоморфа — Taphrina carnea;
- Lalaria carpini Á. Fonseca, J. Inácio & M.G. Rodrigues 2004, телеоморфа — Taphrina carpini;
- Lalaria cerasi R.T. Moore 1990, телеоморфа — Taphrina cerasi;
- Lalaria coccinea R.T. Moore 1990, телеоморфа — Taphrina caerulescens;
- Lalaria communis R.T. Moore 1990, телеоморфа — Taphrina communis;
- Lalaria confusa R.T. Moore 1990, телеоморфа — Taphrina confusa;
- Lalaria dearnessii R.T. Moore 1990, телеоморфа — Taphrina dearnessii;
- Lalaria deformans R.T. Moore 1990, телеоморфа — Taphrina deformans;
- Lalaria farlowii R.T. Moore 1990, телеоморфа — Taphrina farlowii;
- Lalaria flavorubra R.T. Moore 1990, телеоморфа — Taphrina flavorubra;
- Lalaria inositophila Á. Fonseca, J. Inácio & M.G. Rodrigues 2004;
- Lalaria johansonii R.T. Moore 1990, телеоморфа — Taphrina johansonii;
- Lalaria kurtzmanii Á. Fonseca, J. Inácio & M.G. Rodrigues 2004;
- Lalaria letifera R.T. Moore 1990, телеоморфа — Taphrina letifera;
- Lalaria nana R.T. Moore 1990, телеоморфа — Taphrina nana;
- Lalaria polystichi R.T. Moore 1990, телеоморфа — Taphrina polystichi;
- Lalaria populina R.T. Moore 1990, телеоморфа — Taphrina populina;
- Lalaria populi-salicis R.T. Moore 1990, телеоморфа — Taphrina populi-salicis;
- Lalaria pruni-subcordatae R.T. Moore 1990, телеоморфа — Taphrina pruni-subcordatae;
- Lalaria purpurascens R.T. Moore 1990, телеоморфа — Taphrina purpurascens;
- Lalaria robinsoniana R.T. Moore 1990, телеоморфа — Taphrina robinsoniana;
- Lalaria tosquinetii R.T. Moore 1990, телеоморфа — Taphrina tosquinetii;
- Lalaria ulmi R.T. Moore 1990, телеоморфа — Taphrina ulmi;
- Lalaria veronaerambellii Á. Fonseca, J. Inácio & M.G. Rodrigues 2004;
- Lalaria virginica R.T. Moore 1990, телеоморфа — Taphrina virginica.

## Виды, перенесённые в другие роды
- Taphrina osmundae Nishida 1911 = Mixia osmundae (Nishida) C.L. Kramer 1959
- Taphrina rhaetica Volkart 1903 = Volkartia rhaetica (Volkart) Maire 1909
- Taphrina umbelliferarum Rostr. 1883 = Taphridium umbelliferarum (Rostr.) Lagerh. & Juel 1902